# قطعنامه ۶۳۴ شورای امنیت
قطعنامه ۶۳۴ شورای امنیت سازمان ملل متحد که در تاریخ ۰۹ ژوئن ۱۹۸۹ تصویب شد، سندی بین‌المللی دربارهٔ قبرس است. این قطعنامه طی نشست ۲۸۶۸ام با ۱۵ رای موافق، ۰ مخالف و ۰ ممتنع تصویب شد.